# Cagney & Lacey
Cagney & Lacey es una serie de televisión, emitida por la cadena estadounidense CBS entre 1982 y 1988.

## Argumento
La serie plantea las peripecias de dos agentes de policía de Nueva York: Christine Cagney (Gless) es una mujer soltera y dedicada a su trabajo mientras que Mary Beth Lacey (Daly) es una mujer casada y madre que debe compatibilizar vida familiar y trabajo.

## Reparto
En el episodio piloto el papel de Cagney fue interpretado por la actriz Loretta Swit  y durante los 6 primeros episodios por Meg Foster, siendo finalmente reemplazada por Sharon Gless.
- Datos: Q527916